# Іван Лютий

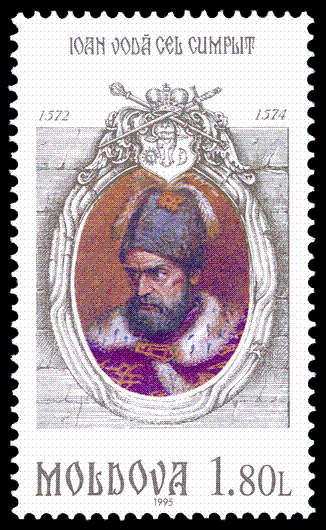
Поштова марка Молдови, 1995 рік

Іван (Івоня) Воде Лютий (рум. Ioan Vodă cel Cumplit ; 1521 — 14 червня 1574) — господар Молдовського князівства з лютого 1572 по червень 1574. Дмитро Кантемір згадує його під ім'ям Іван Вірменин.

## Біографія
Про походження і юність Івана Воде відомо досить мало. У різних джерелах його називали молдованом, поляком, вірменином. Є версія, що він був сином господаря Стефана IV, народженим від вірменки, за що і отримав прізвисько «Арманул». До заняття молдовського престолу він багато подорожував, був в Польщі, Константинополі, Московщині, Греції. З грамоти Івана IV до Івана Воде Лютого від травня 1574 року відомо, що близько 1566 Іван Воде жив в Московії і був там одружений (з Марією, дочкою князя Симеона Ростовського), перебував на службі у царя. Пізніше, вже будучи господарем, Іван Воде намагався вивести з Московського царства дружину і дочку, однак вони загинули під час епідемії.
Іван супроводжував як перекладач посла Польщі в Константинополь, там він зайняв посаду драгомана Порти. Султан, дізнавшись, що сестри Богдана Лепушняну одружені з поляками, а радники молдовського двору теж польського походження, позбавив Богдана трону і призначив замість нього Івана Воде, доставивши його в Сучаву з турецькими військами. Бояри визнали нового господаря, однак його жорстка політика викликала їх ненависть. Іван без пощади розправився з учасниками кількох змов, конфісковував майно зрадників, піддавав їх тортурам, стратив.
Іван Лютий виплачував Порті велику щорічну данину в 35 тисяч золотих. Розвивав торгівлю з сусідніми країнами, почав карбувати молдовські мідні монети зі своїм зображенням на лицьовій стороні і написом «Батько молдовський», а на зворотному — герб країни, рік (1573) і напис «Акче херегіе Молдовей». Він також переніс столицю з Сучави (недалеко від кордону з Польщею) в Ясси (центр Молдови).
Вів активну зовнішню політику. У 1572 році помер польський король Сигізмунд II Август, а новий король повинен був бути обраний на спеціальному сеймі всієї шляхти. У боротьбі за польську корону взяли участь німецький принц Ернест, французький принц Генріх Валуа, воєвода Стефан Баторій та Іван Грозний. Іван Воде через своїх послів активно підтримував Івана Грозного, однак зазнав невдачі, і королем був обраний Генріх Валуа. Польща залишилася союзником Туреччини і, отже, противником Молдовського князівства.
Відносини між Туреччиною і Молдовою загострилися, і в 1574 році, коли турки зажадали подвоєння данини, Іван Воде відмовився і почав готуватися до війни. Він розраховував на підтримку широких народних мас. Визвольний характер війни дозволив скликати так зване «велике військо» і закликати в армію селян. Господар намагався отримати допомогу і з сусідніх країн. Новий польський король не бажав розривати відносини з Туреччиною, однак окремі польські феодали, незадоволені політикою свого короля, обіцяли надіслати допоміжні загони. Запорізькі козаки прислали загін чисельністю в 1200 чоловік на чолі з Сверчевським, який прибув в Сучаву 20 березня 1574.

### Битва під Жиліштею
- Основна стаття: Битва під Жиліштею

Турецький султан призначив господарем Петра Кульгавого, і навесні 1574 він разом з братом Олександром, господарем Валахії, на чолі турецько-волоського і угорського військ вступили в Молдовське князівство. Проте Іван Воде Лютий вже був готовий до відсічі. Молдовська армія була добре підготовлена, в наявності було багато гармат. Господар направив ворника Думбраву з 900 кіннотниками і козаками назустріч ворогу. Вороже військо складалося з 70 тис. солдатів Валахії, 30 тис. турків і 3 тис. угорців. Біля села Жиліште (поблизу Фокшан) відбулася битва, молдовсько-козацький загін несподівано напав на ворога, підоспів і господар з іншими силами, в результаті турецькі війська були розгромлені, а Івану Воде дісталася величезна здобич. Молдовсько-козацьке військо рушило далі і зайняло Бухарест, потім попрямувало до Браїли, розгромило турецький допоміжний загін, спалило місто, але не змогло захопити замок.
Далі військові дії були перенесені в Буджак, де знаходилися турецькі опорні пункти у Молдові. Так козаки розгромили великий турецько-татарський загін, пішли на Бендери, зайняли посад, але фортеця встояла. Поблизу фортеці був знищений і 10-тисячний турецький загін, посланий на підмогу турецькому гарнізону. До Бендер, по Дністру, на 25 човнах прибули 600 козаків, надіслані з Польщі, на чолі з Покотило. Іван Воде доручив їм зайняти Аккерман. Козаки взяли посад, але цитадель встояла, бо у козаків не було спорядження для штурму стін фортеці. З великою здобиччю загін повернувся назад.

### Битва під Кагулом
- Основна стаття: Битва під Кагулом (1574)

Турки зібрали нове військо і пішли на Молдову з півдня, зі сходу вдерлися їх союзники — татари. У цей час у колах молдовського боярства через невдоволення його політикою щодо зміцнення центральної влади назріла змова. Під час військових дій було дуже важливо не допустити переправи турків через Дунай. Найзручнішим вважався Облучиський брід у Ісакчі. Для зупинення турків сюди був посланий молдовський загін на чолі з боярином Єремією, але він пішов на змову з ворогом і за хабар в 30 тис. галбен допустив переправу і помилковим донесенням ввів в оману командування. Дезінформоване про чисельність військ противника, 35-тисячне молдовсько-козацьке військо вирушило до Дунаю.
10 липня 1574 відбулася битва біля Кагульського озера. Сили турків сильно перевершували молдовське військо. Перед боєм бояри-зрадники перейшли на бік турків. Молдовське військо було змушене відступити. В долині біля села Рошкани сталася нова битва. Молдовсько-козацьке військо три дні чинило опір в повному оточенні. У підсумку, Іван Воде вирішив здатися на умовах збереження життя собі і своїм воїнам, проте турецький паша стратив господаря. Іван Воде Лютий був обезголовлений, тіло його прив'язали до чотирьох верблюдів і розірвали на частини. Був убитий і запорізький гетьман Іван Сверчевський. Подібна доля спіткала і багатьох воїнів.
Новим правителем Молдовського князівства став Петро VI, а країна була розграбована татарами так, що пам'ять про це збереглася протягом багатьох років. Особливо постраждало Пруто-Дністровське межиріччя.

## Пам'ять
- В 1995 році була випущена поштова марка Молдови, присвячена Івану Воде Лютому.